# Rose Blanche-Harbour le Cou
Rose Blanche-Harbour le Cou é uma pequena cidade localizada na província canadense de Terra Nova e Labrador. De acordo com o censo canadense de 2016, a cidade tinha uma população de 394 habitantes.